# Naciria
Pour l’article homonyme, voir Nassiriya.
Naciria (ناصرية en arabe, Laεzib n Ẓaεmum en kabyle, transcrit ⵍⴰⵄⵣⵉⵠ ⵏ ⵥⴰⵄⵎⵓⵎ en Tifinagh ; Haussonvillers pendant la colonisation française) est une commune de la wilaya de Boumerdès, dans la région de Kabylie en Algérie.

## Géographie

### Localisation
La commune de Naciria se situe l'extrême est de la wilaya de Boumerdes. Elle est délimitée :
- au nord, par la commune de baghlia ;
- au nord-est, par les communes de Ouled Aïssa ;
- à l'est, par la commune de Tadmaït ;
- au sud-est, par la commune d'Aït Yahia Moussa ;
- au sud-ouest, par la commune de Timezrit ;
- à l'ouest, par les communes de Bordj Menaïel.

| Bordj Menaïel, Ouled Aïssa     | Bordj Menaïel, Ouled Aïssa, Baghlia | Baghlia                        |
| Timezrit, Bordj Menaïel        | Naciria                             | Tadmaït (Wilaya de Tizi Ouzou) |
| Wilaya de Tizi Ouzou, Timezrit | Wilaya de Tizi Ouzou                | Wilaya de Tizi Ouzou           |

La commune de Naciria regroupe plusieurs villages : Ait Slimane, Imaghninene, Iouariachene, Ihemmadene, Boumraou, Tala Allal , Azib Zamoum, Bouaasam, Taazivt, Ihassamen, El Karia....

## Histoire
Habitée par la tribu kabyle des Iflissen Umlil, la commune est située au pied de la montagne de Sidi Ali Bounab. Elle était nommée auparavant Laaziv N'zaamoum du nom, selon la tradition orale, du premier habitant de ce lieu. El Hadj Mohamed zamoum, était celui qui a mené la bataille de Saoula lors de l'invasion française en 1830. Les combattants, des natifs de Naciria (majorité) et Chaabat el Ameur étaient armés de pelles et de pioches. À la venue des colons alsaciens, après la répression de l'« insurrection kabyle » de 1871, elle fut renommée Haussonvillers du nom du comte Joseph d'Haussonville, et enfin Naciria après l'indépendance.

### Maires de 1874 à 1962
Liste des maires de Naciria avant l'indépendance de l'Algérie le 5 juillet 1962 :
|     | Prénoms et Noms | Début du Mandat  | Fin du Mandat |
| 1er | Charles Lorentz | 10 décembre 1919 |               |
| 2e  | Charles Lorentz | 8 mai 1925       |               |